# Terje Kojedal
Terje Kojedal (Røros, 16 agosto 1957) è un ex calciatore norvegese, di ruolo difensore.

## Carriera
Ha partecipato, con la sua Nazionale, ai Giochi Olimpici del 1984.